# Dziś wieczorem
Dziś wieczorem – program publicystyczny nadawany w TVP Info od 2 września 2013 do 15 listopada 2016 i ponownie od 5 marca do 10 września 2024.

## Historia

### Pierwsza wersja
W swojej pierwszej wersji program stanowił uzupełnienie głównego wydania Wiadomości w TVP1. Pierwsze wydanie wyemitowano 2 września 2013. Poprowadził je Piotr Kraśko, a jego gościem był Radosław Sikorski. Pierwszymi prowadzącymi byli: Beata Tadla, Piotr Kraśko i Krzysztof Ziemiec. Do połowy września 2013 program prowadzony był przez innego prowadzącego niż prowadzącego główne wydanie Wiadomości w danym dniu. Od tego czasu prowadzący główne wydanie Wiadomości prowadził także program Dziś wieczorem w danym dniu.
1 października 2014 nastąpiła mała zmiana w czołówce programu – dotychczasowe białe tło w czołówce zostało zmienione na niebieskie. 6 września 2015 zmieniono czołówkę oraz oprawę muzyczną i graficzną programu. Muzyka była od tamtej pory zbliżona do tej z Wiadomości. Do prowadzących program dołączyła Diana Rudnik. W styczniu 2016 nastąpiły zmiany wśród prowadzących. Program przestali prowadzić Beata Tadla, Diana Rudnik i Piotr Kraśko, a nowymi prowadzącymi zostali Danuta Holecka i Michał Adamczyk. Małe zmiany zaszły także w czołówce programu. 
15 listopada 2016 zostało wyemitowane ostatnie wydanie programu Dziś wieczorem, od 16 listopada 2016 o tej samej porze nadawany był program Gość Wiadomości.
Program emitowano bezpośrednio po głównym wydaniu programu Wiadomości. Trwał około 15 minut.

### Druga wersja
Program powrócił do ramówki TVP Info 5 marca 2024 roku i od tego dnia emitowany był od poniedziałku do czwartku o godz. 20:20 po programie Pytanie dnia (do 1 kwietnia 2024 po wydaniu Gościa 19.30). Jego prowadzącymi byli m.in. Wojciech Szeląg i Maciej Zakrocki.
Od 24 kwietnia 2024 roku program nie był emitowany w środy, od kiedy to pasmo zajmuje publicystyczny program Bez trybu. Od 16 maja 2024 roku program nie był emitowany w czwartek, w związku z rozpoczęciem emisji programu Niebezpieczne związki. Od 10 czerwca 2024 zaprzestano emisji w poniedziałki, w związku z emisją programu publicystycznego Bez retuszu. 24 września 2024 program zniknął z anteny, w związku z rozpoczęciem emisji w paśmie wtorkowym programu publicystycznego Trójkąt polityczny.

## Prowadzący

### Wersja I
- Danuta Holecka (od stycznia do listopada 2016)[9]
- Michał Adamczyk (od stycznia do listopada 2016)[10]
- Krzysztof Ziemiec (od września 2013 do listopada 2016)[11]
- Beata Tadla (od września 2013 do stycznia 2016)[12]
- Diana Rudnik (od września 2015 do stycznia 2016)[13]
- Piotr Kraśko (od września 2013 do stycznia 2016)[13]

### Wersja II
- Wojciech Szeląg (od marca do września 2024)
- Maciej Zakrocki (od marca do września 2024)
- Mirosław Cichy (od marca do września 2024)
- Grzegorz Nawrocki (od kwietnia do września 2024)
- Jonasz Jasnorzewski (od kwietnia do września 2024)
- Karolina Opolska (od maja do września 2024)
- Roch Kowalski (maj 2024)